# Grande Prêmio da Hungria de 1997
Resultados do Grande Prêmio da Hungria de Fórmula 1 realizado em Hungaroring em 10 de agosto de 1997. Décima primeira etapa da temporada, foi vencido pelo canadense Jacques Villeneuve, da Williams-Renault, que chegou à frente dos britânicos Damon Hill e Johnny Herbert, pilotos da Arrows-Yamaha e Sauber-Petronas, respectivamente.

## Resumo
Mesmo com a vitória de Jacques Villeneuve (Williams-Renault), o destaque da prova foi o inglês Damon Hill (Arrows-Yamaha), que liderou grande parte da corrida e tinha tudo para vencer. A três voltas para o encerramento do GP, o campeão de 1996 comunicou à equipe que acelerador e câmbio não funcionavam direito, e a vantagem superior a 30 segundos sobre Villeneuve diminuía de maneira assustadora. Com o piloto canadense em condições de ultrapassá-lo, Hill fez o possível para evitar um abandono, porém não teve como defender a posição para o ex-companheiro de equipe. Ainda assim, chegou em segundo lugar, a nove segundos do vencedor.
- Primeiro pódio de Damon Hill com a Arrows, algo que a equipe não conquistava desde o terceiro lugar de Eddie Cheever no Grande Prêmio dos Estados Unidos de 1989. Este foi também o último pódio conquistado pela equipe e o único obtido por um campeão mundial.
- Últimos pontos da Yamaha.
- Com o sexto lugar, Shinji Nakano marcou seu último ponto na Fórmula 1.

## Classificação da prova

### Treino oficial
| 1                         | 5  | Michael Schumacher    | Ferrari           | 1:14.672 |         |
| 2                         | 3  | Jacques Villeneuve    | Williams-Renault  | 1:14.859 | + 0.187 |
| 3                         | 1  | Damon Hill            | Arrows-Yamaha     | 1:15.044 | + 0.372 |
| 4                         | 9  | Mika Häkkinen         | McLaren-Mercedes  | 1:15.140 | + 0.468 |
| 5                         | 6  | Eddie Irvine          | Ferrari           | 1:15.424 | + 0.752 |
| 6                         | 4  | Heinz-Harald Frentzen | Williams-Renault  | 1:15.520 | + 0.848 |
| 7                         | 8  | Gerhard Berger        | Benetton-Renault  | 1:15.699 | + 1.027 |
| 8                         | 10 | David Coulthard       | McLaren-Mercedes  | 1:15.705 | + 1.033 |
| 9                         | 7  | Jean Alesi            | Benetton-Renault  | 1:15.905 | + 1.233 |
| 10                        | 16 | Johnny Herbert        | Sauber-Petronas   | 1:16.138 | + 1.466 |
| 11                        | 22 | Rubens Barrichello    | Stewart-Ford      | 1:16.138 | + 1.466 |
| 12                        | 14 | Jarno Trulli          | Prost-Mugen/Honda | 1:16.297 | + 1.625 |
| 13                        | 12 | Giancarlo Fisichella  | Jordan-Peugeot    | 1:16.300 | + 1.628 |
| 14                        | 11 | Ralf Schumacher       | Jordan-Peugeot    | 1:16.686 | + 2.014 |
| 15                        | 17 | Gianni Morbidelli     | Sauber-Petronas   | 1:16.766 | + 2.094 |
| 16                        | 15 | Shinji Nakano         | Prost-Mugen/Honda | 1:16.784 | + 2.112 |
| 17                        | 23 | Jan Magnussen         | Stewart-Ford      | 1:16.858 | + 2.186 |
| 18                        | 18 | Jos Verstappen        | Tyrrell-Ford      | 1:17.095 | + 2.423 |
| 19                        | 2  | Pedro Paulo Diniz     | Arrows-Yamaha     | 1:17.118 | + 2.446 |
| 20                        | 20 | Ukyo Katayama         | Minardi-Hart      | 1:17.232 | + 2.560 |
| 21                        | 19 | Mika Salo             | Tyrrell-Ford      | 1:17.482 | + 2.810 |
| 22                        | 21 | Tarso Marques         | Minardi-Hart      | 1:18.020 | + 3.348 |
| Limite dos 107%: 1:19.899 |    |                       |                   |          |         |
| Fonte:                    |    |                       |                   |          |         |

### Corrida
| Pos.   | Nº | Piloto                | Construtor        | Voltas | Tempo/Diferença      | Grid | Pontos |
| ------ | -- | --------------------- | ----------------- | ------ | -------------------- | ---- | ------ |
| 1      | 3  | Jacques Villeneuve    | Williams-Renault  | 77     | 1:45:47.149          | 2    | 10     |
| 2      | 1  | Damon Hill            | Arrows-Yamaha     | 77     | + 9.079              | 3    | 6      |
| 3      | 16 | Johnny Herbert        | Sauber-Petronas   | 77     | + 20.445             | 10   | 4      |
| 4      | 5  | Michael Schumacher    | Ferrari           | 77     | + 30.501             | 1    | 3      |
| 5      | 11 | Ralf Schumacher       | Jordan-Peugeot    | 77     | + 30.715             | 14   | 2      |
| 6      | 15 | Shinji Nakano         | Prost-Mugen/Honda | 77     | + 41.512             | 16   | 1      |
| 7      | 14 | Jarno Trulli          | Prost-Mugen/Honda | 77     | + 1:15.552           | 12   |        |
| 8      | 8  | Gerhard Berger        | Benetton-Renault  | 77     | + 1:16.409           | 7    |        |
| 9      | 6  | Eddie Irvine          | Ferrari           | 76     | Spun off             | 5    |        |
| 10     | 20 | Ukyo Katayama         | Minardi-Hart      | 76     | + 1 volta            | 20   |        |
| 11     | 7  | Jean Alesi            | Benetton-Renault  | 76     | + 1 volta            | 9    |        |
| 12     | 21 | Tarso Marques         | Minardi-Hart      | 75     | + 2 voltas           | 22   |        |
| 13     | 19 | Mika Salo             | Tyrrell-Ford      | 75     | + 2 voltas           | 21   |        |
| Ret    | 10 | David Coulthard       | McLaren-Mercedes  | 65     | Pane elétrica        | 8    |        |
| Ret    | 18 | Jos Verstappen        | Tyrrell-Ford      | 61     | Câmbio               | 18   |        |
| Ret    | 2  | Pedro Paulo Diniz     | Arrows-Yamaha     | 53     | Pane elétrica        | 19   |        |
| Ret    | 12 | Giancarlo Fisichella  | Jordan-Peugeot    | 42     | Spun off             | 13   |        |
| Ret    | 4  | Heinz-Harald Frentzen | Williams-Renault  | 29     | Perda de combustível | 6    |        |
| Ret    | 22 | Rubens Barrichello    | Stewart-Ford      | 29     | Motor                | 11   |        |
| Ret    | 9  | Mika Häkkinen         | McLaren-Mercedes  | 12     | Pane hidráulica      | 4    |        |
| Ret    | 17 | Gianni Morbidelli     | Sauber-Petronas   | 7      | Motor                | 15   |        |
| Ret    | 23 | Jan Magnussen         | Stewart-Ford      | 5      | Acidente             | 17   |        |
| Fonte: |    |                       |                   |        |                      |      |        |

## Tabela do campeonato após a corrida
| Pos. | Piloto                | Pontos |
| ---- | --------------------- | ------ |
| 1    | Michael Schumacher    | 56     |
| 2    | Jacques Villeneuve    | 53     |
| 3    | Jean Alesi            | 22     |
| 4    | Gerhard Berger        | 20     |
| 5    | Heinz-Harald Frentzen | 19     |

| Pos. | Construtor        | Pontos |
| ---- | ----------------- | ------ |
| 1    | Ferrari           | 74     |
| 2    | Williams-Renault  | 72     |
| 3    | Benetton-Renault  | 46     |
| 4    | McLaren-Mercedes  | 28     |
| 5    | Prost-Mugen/Honda | 20     |

- Nota: Somente as primeiras cinco posições estão listadas.